# باز دم‌سفید
باز دم‌سفید (نام علمی: Geranoaetus albicaudatus) نام یک گونه از سرده بازعقاب‌های درنایی است.